# Malužiná
Malužiná es un municipio del distrito de Liptovský Mikuláš en la región de Žilina, Eslovaquia, con una población estimada a final del año 2024 de 235 habitantes.
Se encuentra ubicado al sureste de la región, cerca del curso alto del río Váh (cuenca hidrográfica del Danubio), de los montes Tatras y de la frontera con Polonia y las regiones de Prešov y Banská Bystrica.

## Demografía
| Año        | 1994 | 2004    | 2014     | 2024    |
| ---------- | ---- | ------- | -------- | ------- |
| Población  | 289  | 286     | 257      | 235     |
| Diferencia |      | −1,03 % | −10,13 % | −8,56 % |

| Año        | 2023 | 2024 |
| ---------- | ---- | ---- |
| Población  | 235  | 235  |
| Diferencia |      | +0 % |